# BMW E41
Il BMW E41 è un motore a combustione interna a ciclo Otto con frazionamento a 10 cilindri disposti a V, prodotto nel 2000 dalla casa automobilistica tedesca BMW per l'impiego in Formula 1.

## Caratteristiche

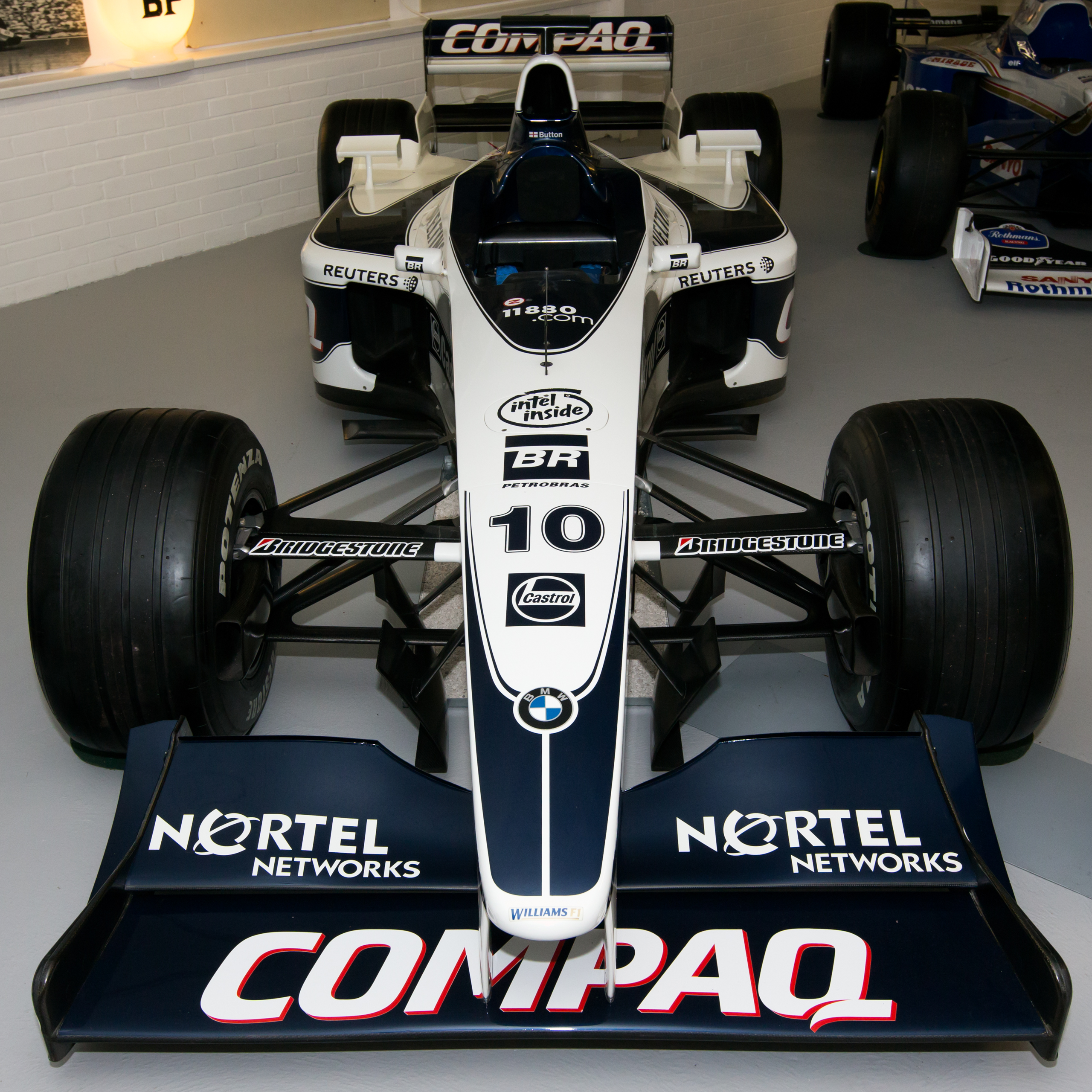
Williams FW22 dotata del motore E41

La BMW fu dal 1982 al 1987 fornitrice di motori alla scuderia Brabham, fornendo il quattro cilindri turbocompresso BMW M12/13, che laureò la squadra campione del mondo 1983. Oltre alla Brabham fu montato sulle ATS, Arrows e Benetton. Dopo il ritiro ufficiale della BMW dalla Formula 1 avvenuto nel 1988, i motori furono marchiati Megatron, fino a quando furono banditi i motori turbo nel 1989.
Con i nuovi regolamenti introdotti nel 1995 che introducevano motori V10 da 3 litri, la BMW iniziò a sviluppare una nuova unità chiamata BMW E41.
Il BMW E41 fu utilizzato per la prima volta sulla Williams FW22, quando la BMW tornò in Formula 1 il 12 marzo 2000 al Gran Premio di Australia. Ralf Schumacher alla guida della FW22 arrivò terzo in quella gara.
Il motore seguì vari step di sviluppo e subì alcune modifiche. Nella sua ultima versione, utilizzata sul finire della stagione 2000 erogava una potenza di circa 810 CV (596 kW) a 17 500 min. Nella stagione 2001, il motore venne sostituito dal BMW P80.